# サイパン島
サイパン島（サイパンとう、チャモロ語: Sa’ipan、英: Saipan）は、アメリカ合衆国の自治領である北マリアナ諸島の中心的な島。北マリアナ諸島の政治・経済の中心地で、主都ススペ （Susupe） や最大都市ガラパン（Garapan）も同島にある。1920年（大正9年）から1945年（昭和20年）までは国際連盟による日本の委任統治領となっていた。

## 地理

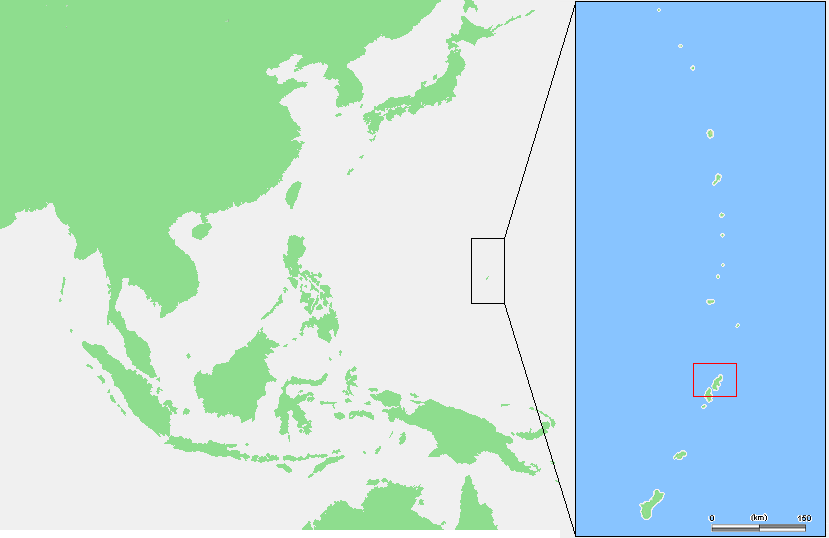
サイパンの位置

北緯15°15'東経145°45'で、面積は122km2、人口58,000人。サイパン島を含む北マリアナ諸島は、小笠原諸島の南方、世界で最も深いマリアナ海溝の近くに位置する。
透き通った海水とサンゴ礁（ラグーン）に囲まれたリゾート地で、日本から最も近い英語圏である。付属島としてマニャガハ島がある。サイパン島の北にはファラリョン・デ・メディニラ島、南にはサイパン海峡を挟んでテニアン島 （Tinian）、ロタ島 （Rota） がある。島の最高所は、タポーチョ山の473m。

### 地名
- アチュガオ(Achugau)
- アフテナ(Afetna)
- アスリート（As Lito、旧南村）
- アスマチュイス(As Matuis)
- アスペルディード(As Perdido)

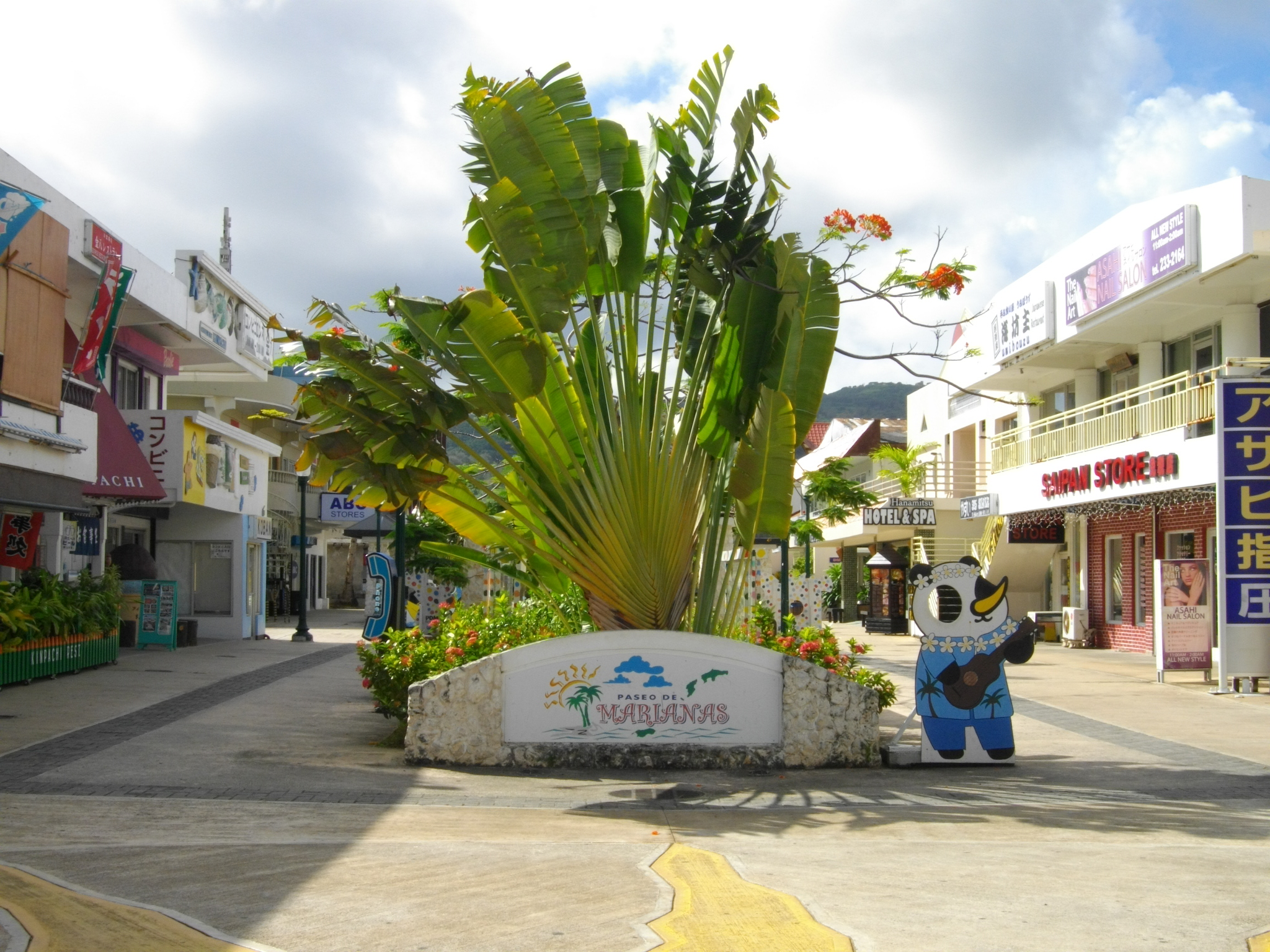
ガラパン

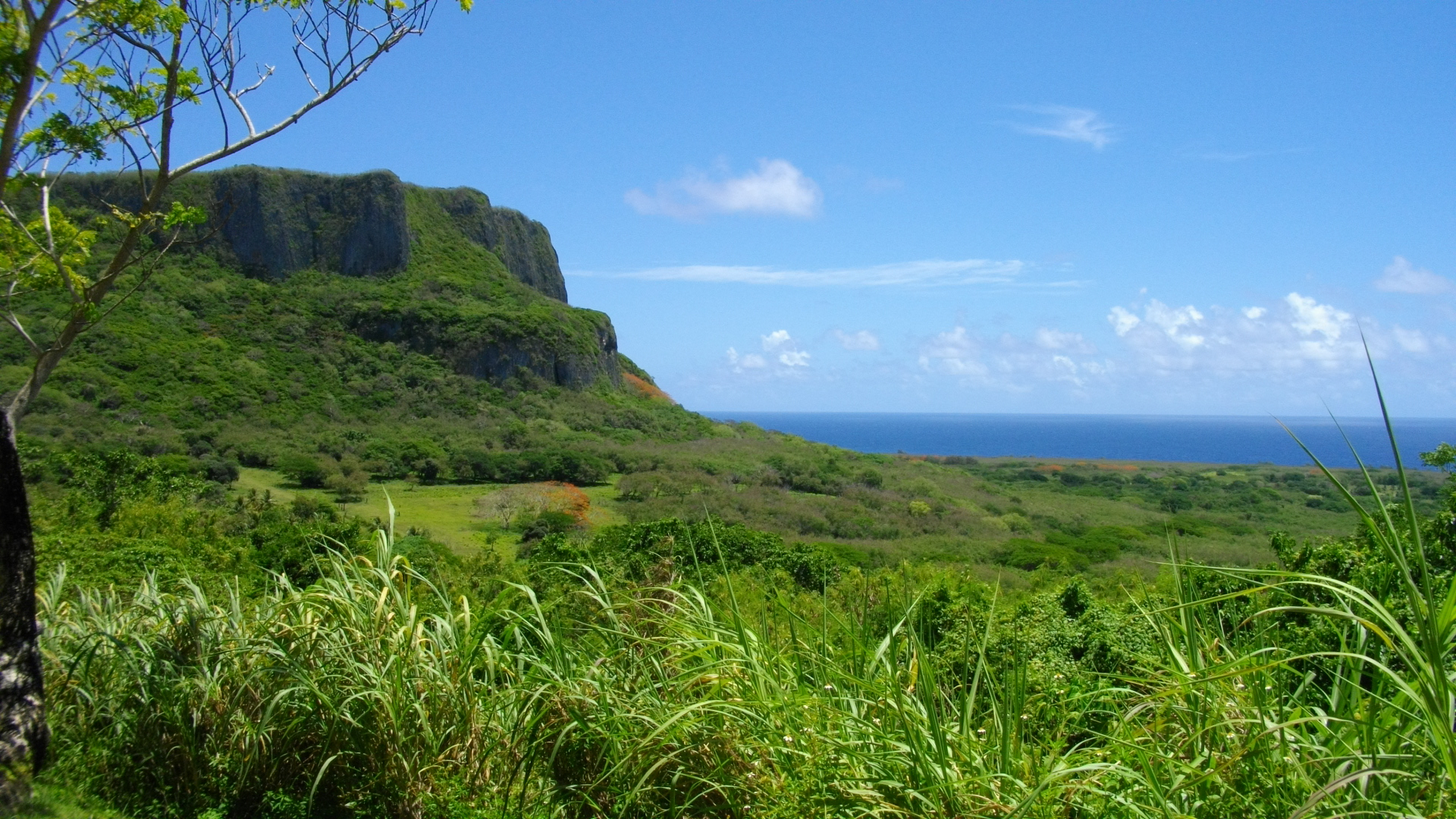
マッピ

- キャピトルヒル（Capitol Hill、旧中山）
- チャランカノア（Chalan Kanoa、旧茶覧）
- チャランラウラウ(Chalan Laulau)
- チャランピアオ(Chalan Piao)
- ダンダン(Dandan、旧段段村）
- フィナシス(Fina Sisu)
- ガラパン（Garapan、旧柄帆町）
- カグマン(Kagman)
- コブラーヴィル(Koblerville)
- ラウラウ（Laulau、旧東村）
- ラダー（Ladder、旧羅多）
- マッピ（Marpi、旧松尾）
- ネイビーヒル(Navy Hill)
- パパゴ(Papago)
- サンアントニオ(San Antonio)
- サンロケ（San Roque、旧南興村）
- サンホセ（San Jose、旧白石村）
- サンヴィセンテ(San Vicente)
- ススペ（Susupe、旧鈴部町）
- タナパグ（Tanapag、旧棚葉町）
- タポチョ（Tapochau、旧香取）
- グアロライ (Gualo Rai)

## 気候
年間を通して高温湿潤で、気温変化が少ない熱帯海洋性気候であり、空気は清浄で細塵が少ない。平均気温は27℃と常夏の島であり、1年中海水浴を楽しむことができる。「年間平均気温がほとんど変わらない島」ということで、ギネスブックにも認定されている。
季節の変わり目が明瞭でないが、乾季（11月 - 3月位）と雨季（4月 - 10月位）の2季に分けられる。雨季はスコールが多く、近隣の海洋上では、熱帯低気圧が発生する地域でもある。
ケッペンの気候区分では熱帯モンスーン気候(Am)と熱帯雨林気候(Af)の境に位置する。
| サイパンの気候         | サイパンの気候 | サイパンの気候 | サイパンの気候 | サイパンの気候 | サイパンの気候 | サイパンの気候 | サイパンの気候 | サイパンの気候 | サイパンの気候 | サイパンの気候 | サイパンの気候 | サイパンの気候 | サイパンの気候  |
| 月                     | 1月            | 2月            | 3月            | 4月            | 5月            | 6月            | 7月            | 8月            | 9月            | 10月           | 11月           | 12月           | 年              |
| ---------------------- | -------------- | -------------- | -------------- | -------------- | -------------- | -------------- | -------------- | -------------- | -------------- | -------------- | -------------- | -------------- | --------------- |
| 最高気温記録 °C （°F） | 31 (87)        | 32 (89)        | 30 (86)        | 31 (87)        | 32 (90)        | 32 (89)        | 32 (89)        | 32 (89)        | 32 (90)        | 31 (88)        | 31 (87)        | 31 (88)        | 32 (90)         |
| 平均最高気温 °C （°F） | 27.3 (81.2)    | 26.5 (79.7)    | 26.6 (79.8)    | 28.4 (83.1)    | 29.1 (84.4)    | 29.4 (85.0)    | 28.9 (84.1)    | 28.9 (84.0)    | 28.8 (83.8)    | 28.7 (83.7)    | 28.5 (83.3)    | 27.4 (81.4)    | 28.2 (82.8)     |
| 日平均気温 °C （°F）   | 25.2 (77.3)    | 24.6 (76.3)    | 24.7 (76.4)    | 25.8 (78.5)    | 26.6 (79.9)    | 26.8 (80.2)    | 26.4 (79.6)    | 26.4 (79.6)    | 26.3 (79.4)    | 26.3 (79.3)    | 26.2 (79.1)    | 25.4 (77.8)    | 25.9 (78.6)     |
| 平均最低気温 °C （°F） | 23 (73.4)      | 22.7 (72.9)    | 22.8 (73.1)    | 23.3 (73.9)    | 24.2 (75.5)    | 24.1 (75.3)    | 23.9 (75.1)    | 24 (75.2)      | 23.9 (75.0)    | 23.8 (74.9)    | 23.9 (75.0)    | 23.4 (74.1)    | 23.6 (74.5)     |
| 最低気温記録 °C （°F） | 20 (68)        | 19 (67)        | 18 (64)        | 17 (63)        | 19 (66)        | 21 (70)        | 18 (64)        | 19 (67)        | 19 (67)        | 19 (67)        | 20 (68)        | 20 (68)        | 17 (63)         |
| 降水量 mm （inch）     | 97.5 (3.84)    | 112.3 (4.42)   | 61 (2.40)      | 127.8 (5.03)   | 96.5 (3.80)    | 128 (5.04)     | 258.1 (10.16)  | 315.5 (12.42)  | 295.9 (11.65)  | 279.1 (10.99)  | 197.1 (7.76)   | 149.4 (5.88)   | 2,118.2 (83.39) |
| 出典：NOAA             |                |                |                |                |                |                |                |                |                |                |                |                |                 |

## 歴史

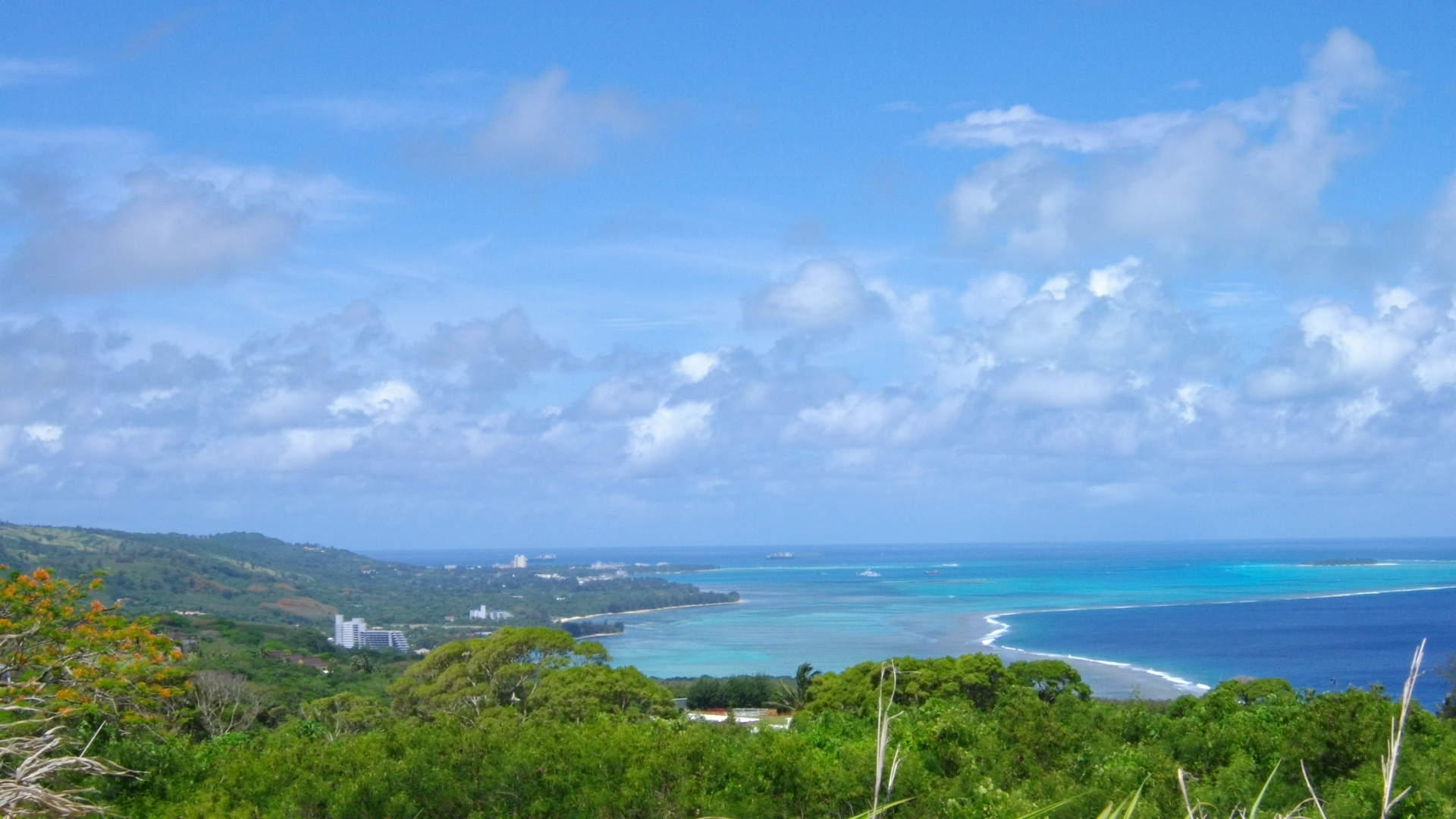
北部からみたサイパン島

### スペイン統治時代
1521年3月6日にマゼランがヨーロッパ人として初めてマリアナ諸島を発見し、1565年にはマリアナ諸島の領有を西欧諸国に布告した。それ以降、3世紀に渡りスペインの統治下にあった。
1668年にイエズス会のサンヴィトレス神父を長とする伝道使節団がマリアナ諸島のグアム島に来訪して以来、マリアナ諸島全域で住民のキリスト教化が始まった。当初の布教は順調であったが、先住民の習慣に干渉する神父たちに島民は反感を抱くようになり、1670年1月にサイパン島で先住民による伝道師殺害事件が起きた。この事件がその後十数年に及ぶスペイン＝チャモロ戦争の発端となり、スペインは軍隊を派遣して先住民を虐殺した。
その後、1695年にスペインはサイパン以北のマリアナ諸島の先住民をサイパン島に強制移住させたが、それらの島民も1698年にサイパン島に元からいた先住民と共にグアム島へ強制移住させられ、サイパン島は一時無人島となった。
その後100年以上無人島となったが、1815年にはカロリン諸島のサタワル島から酋長アグルブに率いられた一団が移住し、更にスペインは、チャモロ人の帰島を認めたため再び同島は有人島となった。

### ドイツ統治時代
1898年に、米西戦争でスペインの支配は終わりドイツに売却される。ドイツは、本国から遠く離れたこの島の開拓および先住民への教育政策を放棄したのみならず、同島を流刑地に選んだ。その結果、スペインの政策の下で再度有人島となり、スペイン人とチャモロ人による開発が進み始めたサイパン島内は、一転して荒廃が進むことになる。

### 日本統治時代

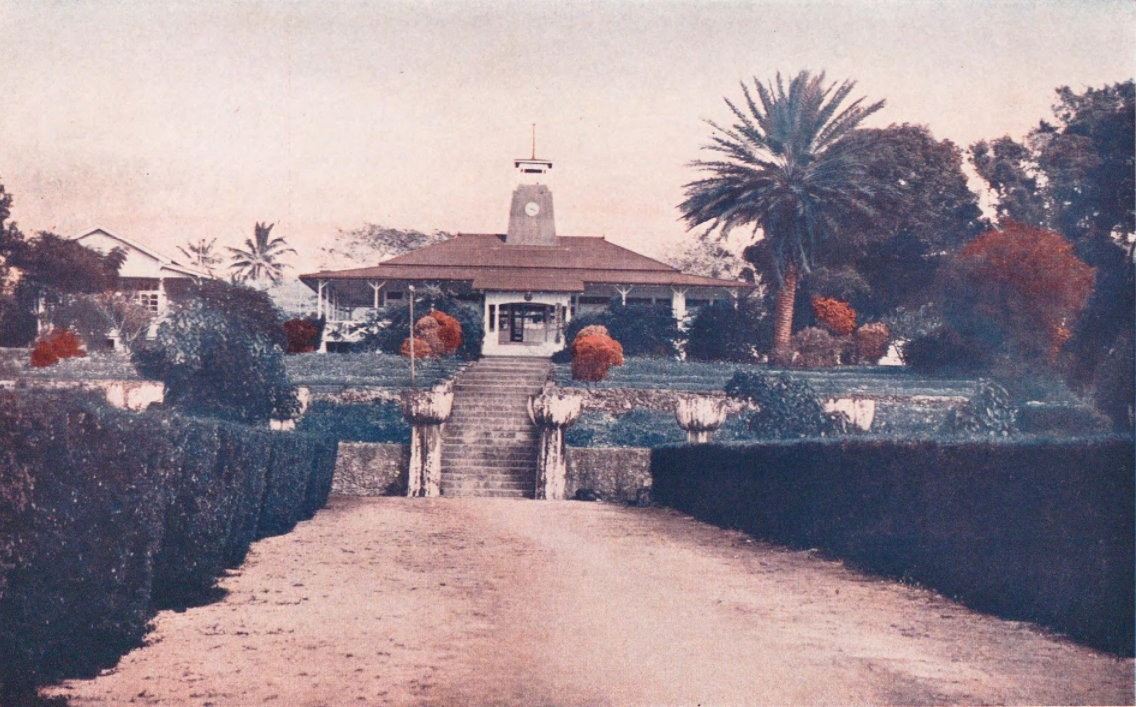
南洋庁サイパン支庁

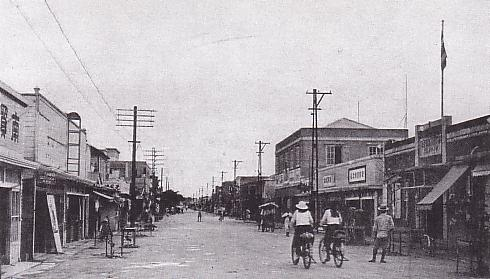
日本統治時代のサイパン

1914年（大正3年）7月、第一次世界大戦が勃発し、10月14日には連合国の主要構成国として参戦した日本軍がドイツ軍を放逐し、赤道以北の南洋諸島全体を占領した。大戦終結後に日本とイギリス、アメリカ、フランス、イタリアの戦勝国（五大国）が主導して行われたパリ講和会議の結論を受けて、1920年（大正9年）に日本の委任統治領となり、南洋庁サイパン支庁が設置された。
当時の記述は彩帆島。日本の委任統治開始後は、これまでサイパンを支配していたドイツが放棄していた都市開発や公衆衛生、産業振興、地元民への教育政策が急速に推進された。
日本による委任統治領となった後は、サイパン島は内地から南洋への玄関口として栄え、サイパンで産出された砂糖の積み出し港としての役割にとどまらず、同じく日本の委任統治領であるパラオやマーシャル諸島、カロリン諸島などとの間での貿易の中継地点としても発展した。この時期には、プランテーションにおける労働力、港湾荷役労働者、貿易商、行政官吏として、日本（主に沖縄県出身者）や台湾、朝鮮からの移民が移住した。
その間、準国策会社の南洋興発株式会社（本社所在地はサイパン島・チャランカノア）がサイパン島、ロタ島、テニアン島に製糖所を建設し、アジア最大の製糖産地として発展させた。設立者（社長）の松江春次は、「砂糖王（シュガーキング）」と呼ばれ、彼の功績が称えられて、彩帆神社境内に「彩帆公園（現砂糖王公園）」が造園され、現職社長としては異例の寿像が建立された。

### 第二次世界大戦
第二次世界大戦前には、日本軍の太平洋における要衝の1つとして日本軍司令部が設置され、横浜港から大日本航空の定期便（飛行艇を使用）が運行されるなど軍民共に行き来が活発になった。
1941年12月の太平洋戦争勃発後は、南洋諸島で一番大きい飛行場であるハゴイ飛行場があったテニアン島とともに日本海軍の太平洋戦線における重要拠点となった。1943年（昭和18年）8月の時点での人口は日本人（外地出身者含む）29,348人、チャモロ人、カナカ人3,926人、外国人11人となっていた。
しかし、大戦末期の1944年（昭和19年）6月のアメリカ軍をはじめとする連合国軍の上陸の際には、住民を巻き込んだ激しい戦闘によって多数の犠牲者を出した。
戦後の1953年（昭和28年）には、戦没者遺骨収集を行っていた日本丸がサイパン島に寄港した。
現在でもバンザイクリフ (Banzai Cliff) やスーサイドクリフ (Suicide Cliff) など島のあちこちに戦争の名残がある。

### アメリカ統治時代
1944年7月以来、サイパン島は、連合国の一国であるアメリカ軍の軍政下に置かれたが、1947年に国際連合の信託統治領「太平洋諸島信託統治領（施政権者：アメリカ合衆国）」となった。1981年1月9日、アメリカ合衆国内の自治領である「北マリアナ諸島」としてアメリカ合衆国内に留まったが、北マリアナ諸島以外は次々と分離独立していった。
日本からやって来る戦没者慰霊団の宿泊施設として、1977年にハファダイビーチホテルが創業して以来、日本人観光客が多く訪れるようになり、1980年代に入ると、日本のデベロッパーからの投資が活発に行われ、日本航空や第一ホテルなどにより多くのリゾートホテルやゴルフ場が建設された。

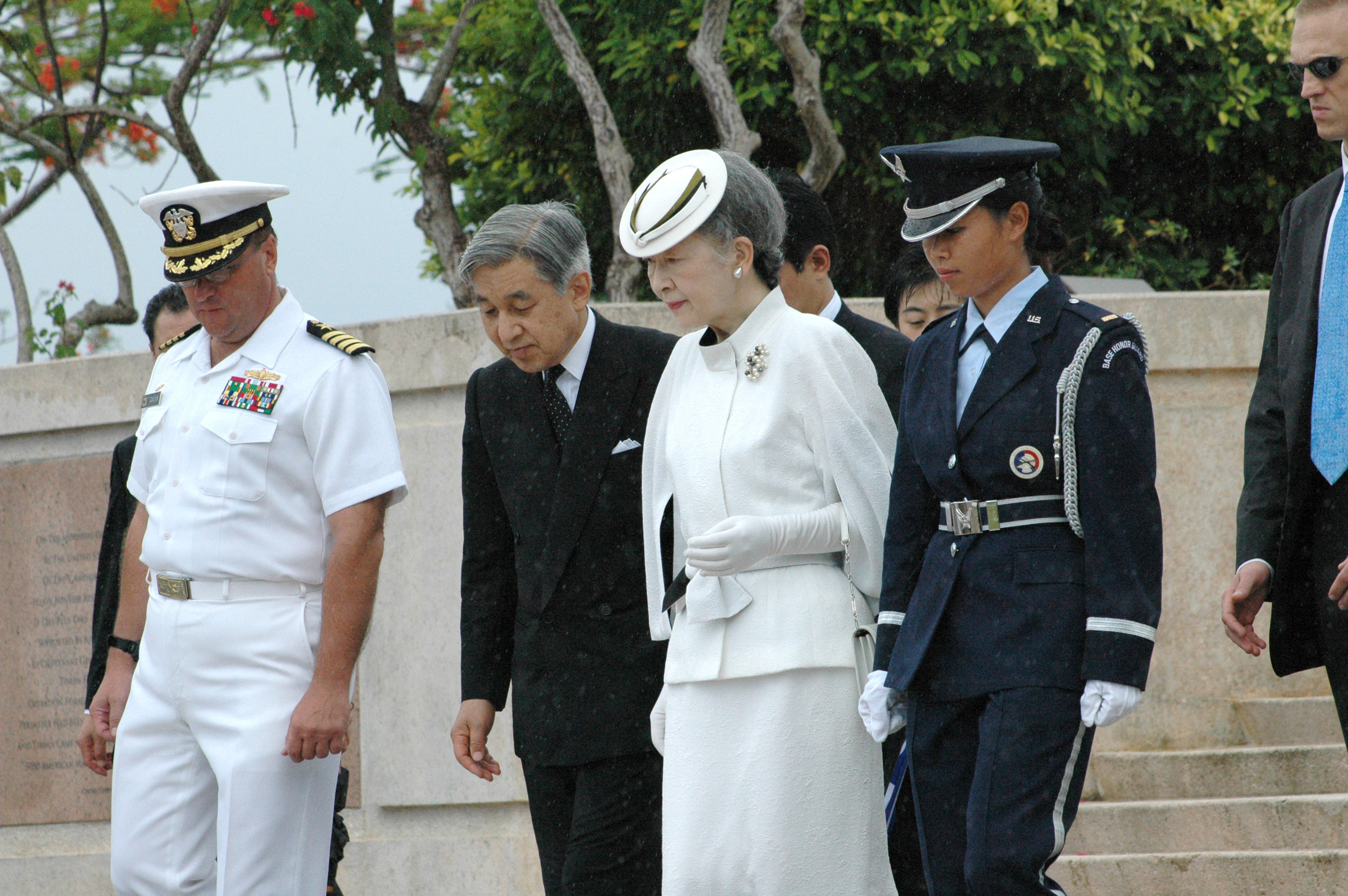
サイパンを行幸啓する上皇・上皇后

さらに東京だけでなく大阪や名古屋、福岡から日本航空やコンチネンタル・ミロネシア航空、ノースウェスト航空の直行便が飛び、1997年には日本からの渡航者が年間で45万人を超えるなど、サイパンはグアムに次ぐ大リゾートとなる。
しかし2000年代に入ると、日本のリゾート渡航先の多様化を受けて日本人観光客が減り、また現地政府からホテルへの課税などを受けて日系ホテルの撤退が相次いだ。さらに、2005年には日本航空の東京、大阪便が撤退したほか、まもなくノースウェスト航空、コンチネンタル・ミクロネシア航空の大阪、名古屋、福岡便も乗り入れを取りやめた。
第二次世界大戦終戦60年にあたる2005年には、6月27日から翌28日にかけて上皇明仁・上皇后美智子が戦没者を慰霊するため、当時としては天皇が史上初めて友好親善ではない慰霊目的だけの海外訪問として当地に行幸した。

### 連邦化
アメリカにおける北マリアナ諸島の連邦化にともない、2009年11月28日よりグアム・北マリアナ諸島ビザ免除プログラムが開始した。
日本国籍者を含む14の国籍者は、プログラムの対象となるため、45日以内の滞在であり、有効なパスポートがあるならば、ビザ免除かつESTA申請なしでサイパン島を含む北マリアナ諸島に滞在できる。

### 中露両国との関係
連邦化は本来ならば2009年6月1日から実施する予定であったが、連邦化への準備不足のほか、入国審査の厳格化によって中華人民共和国やロシアからの渡航者に対して入国ビザが必要となると、観光収入が減少するおそれがあるとして住民の反対運動が起き、施行が180日延期された。
これに対し当時のアメリカ連邦政府は、中華人民共和国国籍者とロシア国籍者に対しては北マリアナ諸島への渡航に限り、45日間の臨時入国許可を認めることにしたため、両国籍者はもビザなしで北マリアナ諸島を訪れることが可能になった。このため、両国からの直行便やチャーター便が多数運行され、また中華人民共和国国籍者によるアメリカ永住権所得を目的とした、サイパン島内での子女出産が一時的に増加していた。
しかし、中華人民共和国国籍者によるサイパン島内での子女出産は大きな批判を受けたうえに、2020年代に入ると中華人民共和国とロシアとアメリカとのの関係が悪化したため、ビザ取得が難しくなった上に直行便のチャーター便もストップしている。

### 現在
2018年にデルタ航空が成田国際空港からの直行便を撤退したが、2019年からはスカイマークが直行便を新たに始め、さらに韓国からの直行便も新たに開設されるなど、ビザ免除により新しい旅行客が増えることが期待された。しかし、2020年に起きた世界的なコロナ禍のために旅行客は減少した。
現在は、2022年よりユナイテッド航空の成田国際空港からの直行便も回復、韓国からの旅行数も順調に推移する他、新しいリゾートホテルがオープンするなど、日韓を中心に旅客数は回復傾向にある。またテニアン島にアメリカ軍が基地を再開するため、今後往来が増えることが予想される。

## 交通

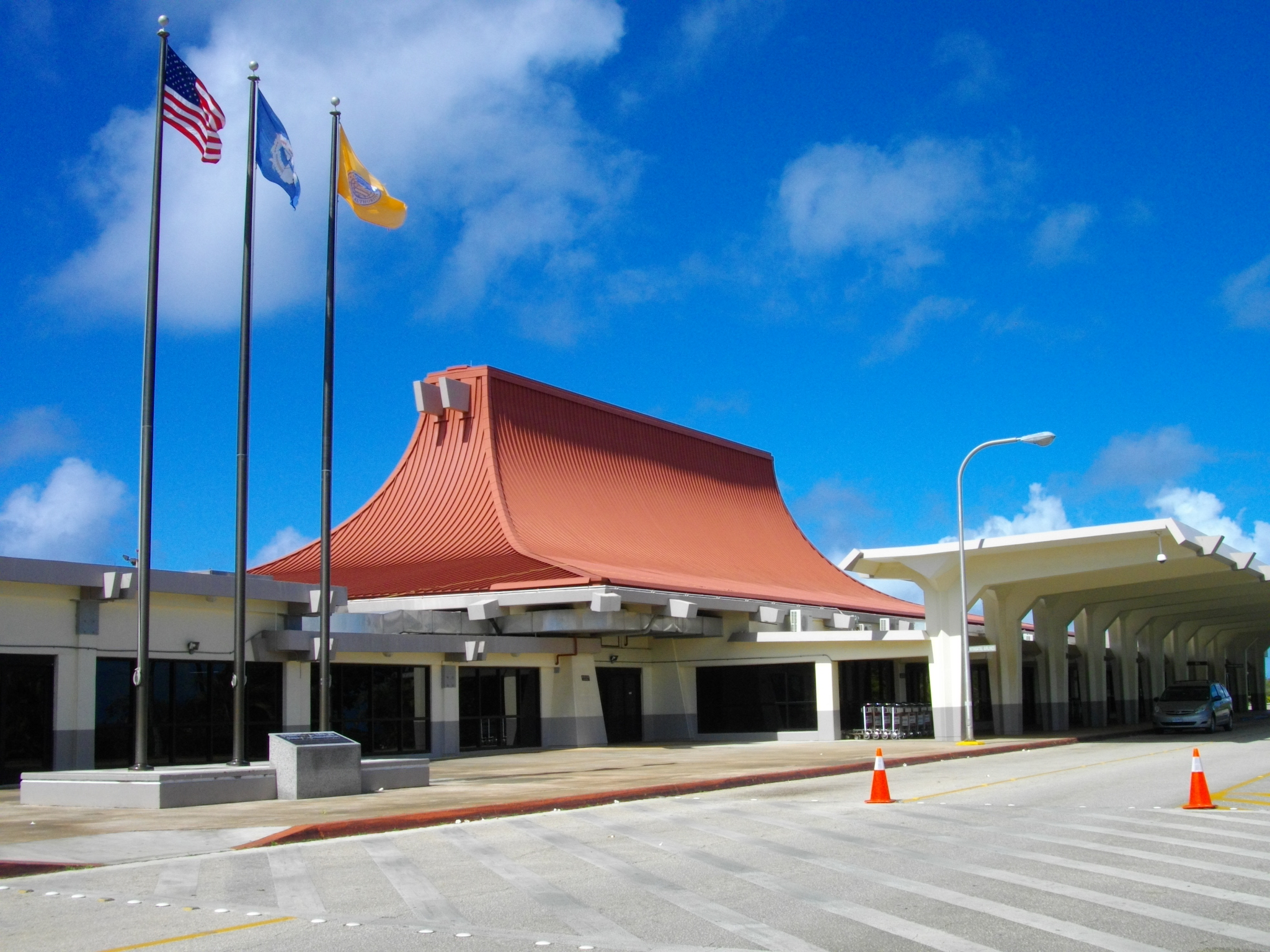
サイパン国際空港

### 航空
サイパン国際空港が空路での玄関口となっており、グアムやロタ、テニアン島や、日本や大韓民国、フィリピンの主要都市への定期便が運行されている。日本からサイパンに向けた航空路は、かつては第二次世界大戦前は大日本航空の飛行艇が横浜港との間を結んでいた。現在はユナイテッド航空が成田国際空港に就航している。

### 港湾
サイパン港は、日本統治時代に南洋の玄関口として栄え、貿易や旅客の行き来が盛んであった。現在でも、日本行き南太平洋航路のクルーズ客船がサイパン港を最終寄港地（ラストポート）にしている。また、日本との間にコンテナ船定期航路が開設され、物流の拠点となっている。

### 島内

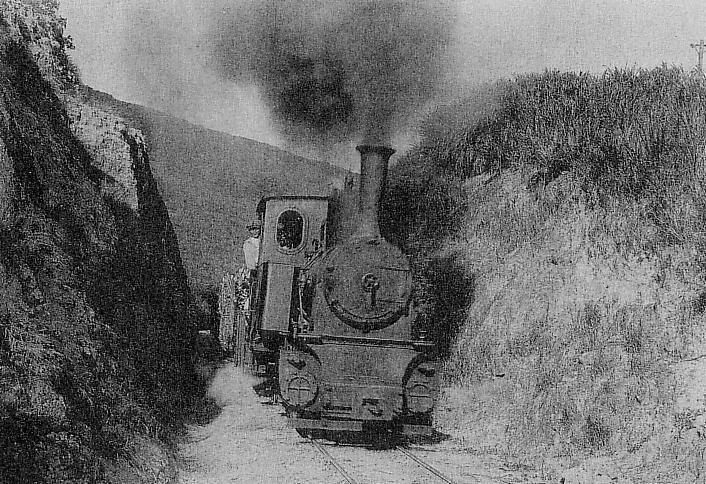
シュガートレイン

日本統治時代には、蒸気機関車による軽便鉄道があった。この路線は、南洋興発がサトウキビの輸送と物資の運搬を図るために建設された。北部のバードアイランド付近からガラパンを通り南部のラウラウ湾まで、島内を一周するように運行されていたが、サイパンの戦いで破壊され消滅した。
現在、島内には鉄道が無いため、島内の交通は主として自動車が使われ、地元住民は、原則として自家用車かタクシーなどでの移動が一般的である。観光客向けの公共交通手段としては、観光客が集中するガラパンを中心に、DFSギャラリアのシャトルバスが往来し、ホテルやカントリークラブ間を連絡している。
以前は、九州産業交通の現地法人であるサイパン産交が貸切バス事業を行なっていたが、九州産業交通の産業再生機構活用による事業再編の一環として売却された。

## 経済

### 日本統治時代

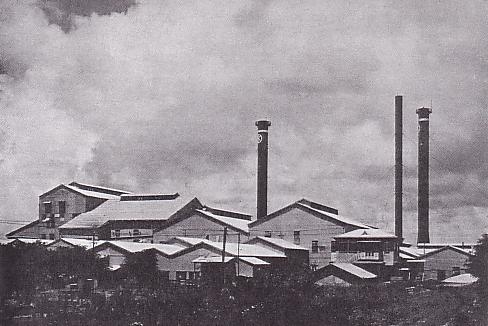
南洋興発の製糖工場

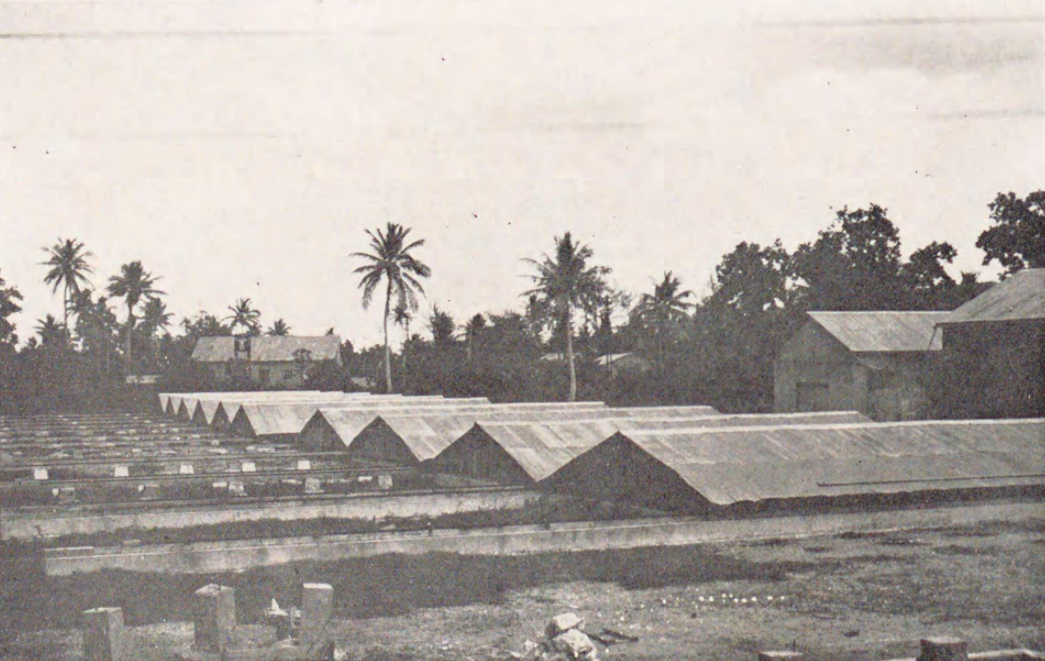
サイパン南洋コーヒー株式会社乾燥場

日本統治時代のサイパン経済は、南洋興発による農業（サトウキビ）が中心に位置しており、その他多くの日本人が入植し、コーヒーやタピオカなどの栽培が盛んであった。しかし、第二次世界大戦の際に、アメリカ軍の絨毯爆撃で壊滅的打撃を受け崩壊した。そのため、世界的なマリンリゾートとして成長した今でもなお、マンゴーやバナナ、タロイモなどを栽培する小規模な農業以外、ほとんどの農作物は、アメリカ本土や南米など海外からの輸入がほとんどである。加工食品や清涼飲料水については、日本からの輸入が多い。

### 1970年代-1990年代
1970年代以降のサイパンは、日本人観光客を対象にした観光業が地元経済や雇用において大きな割合を占めており、そこでの従業員は、地元住民に加えフィリピン人も多く活躍していた。
1979年には、在サイパン出張駐在官事務所（現・在サイパン領事事務所）の開設が定められた。また、1980年代後半の日本のバブル景気において急激な観光地化が進み、接客業に未熟な地元の住民を雇うより、接客業になれたフィリピン人が雇われる傾向にあった。
そのため、地元政府が関与しない民間企業任せの観光開発であり、地元の人々にとってあまり益するところが少なく、サイパン島の伝統文化がほとんど活かされることがなかったことから、「無国籍的なリゾート」づくりであるとして、「ネオ・コロニアリズム（新植民地主義）」との批判もあった。特にガラパンには、巨大なリゾートホテルが軒を並べる他、多数の観光客向けのレストランや各種店舗が集中しており活況を見せていた。

### 2000年代-2010年代
しかし、1990年代以降の日本人観光客の渡航先の多様化を受けた日本からの観光客の減少に併せ、2000年以降に経済が発展した大韓民国からの観光客の激増により、現在は韓国資本の躍進が著しい。なお多くのホテルが日系企業の経営であったが、昨今は主に韓国企業による買収が盛んである。
また一時的に中華人民共和国からのアメリカ国籍取得目的の子作り目的の渡来者が増えたものの、大きな批判を浴び減少し、またこれらの旅客を目当てにした中華料理店やカジノ、免税店も撤退した。

### 現在
さらに2020年に起きた世界的なコロナ禍のために旅行客は減少した。しかし現在は、2022年よりユナイテッド航空の成田国際空港からの直行便も回復、韓国からの旅行数も順調に推移する他、新しいリゾートホテルがオープンするなど、日韓を中心に旅客数は回復傾向にある。
しかし1997年に450,000人以上が訪れた全盛期の日本人観光客に比べその勢いは弱く、2022年9月時点でサイパンに訪れる韓国人観光客は159,000人となっている。また2025年にはテニアン島にアメリカ軍が基地を再開するため、今後往来が増えることが予想される。

## メディア
サイパンでは、サイパンに拠点を置く地元新聞社のSaipan Tribune（英語）と、サイパン 発、グアムや太平洋各島のニュースも掲載するMarianas Variety（英語）の2つの日刊紙が発行されている。また、日本経済新聞や日刊スポーツなどの日本で発行されている主要な新聞は、ホテルのロビーなどで読むことができるが、日本から空輸されるため、配達されるのは当日の午後になる。
サイパンは、KPPI-LP (ABC7) （ABC系列）、KSPN 2、The Visitors Channel 3、WSZE-TV10（NBC系列）の4局のローカルテレビ局がある。その他にも、CNNの国際放送やNHKの日本語放送「NHKワールドプレミアム」が視聴できる。また、サイパンのローカルラジオ局は、AMラジオ放送局が2局と5局のFMラジオ放送局がある。

## 観光

### マリンアクティビティ

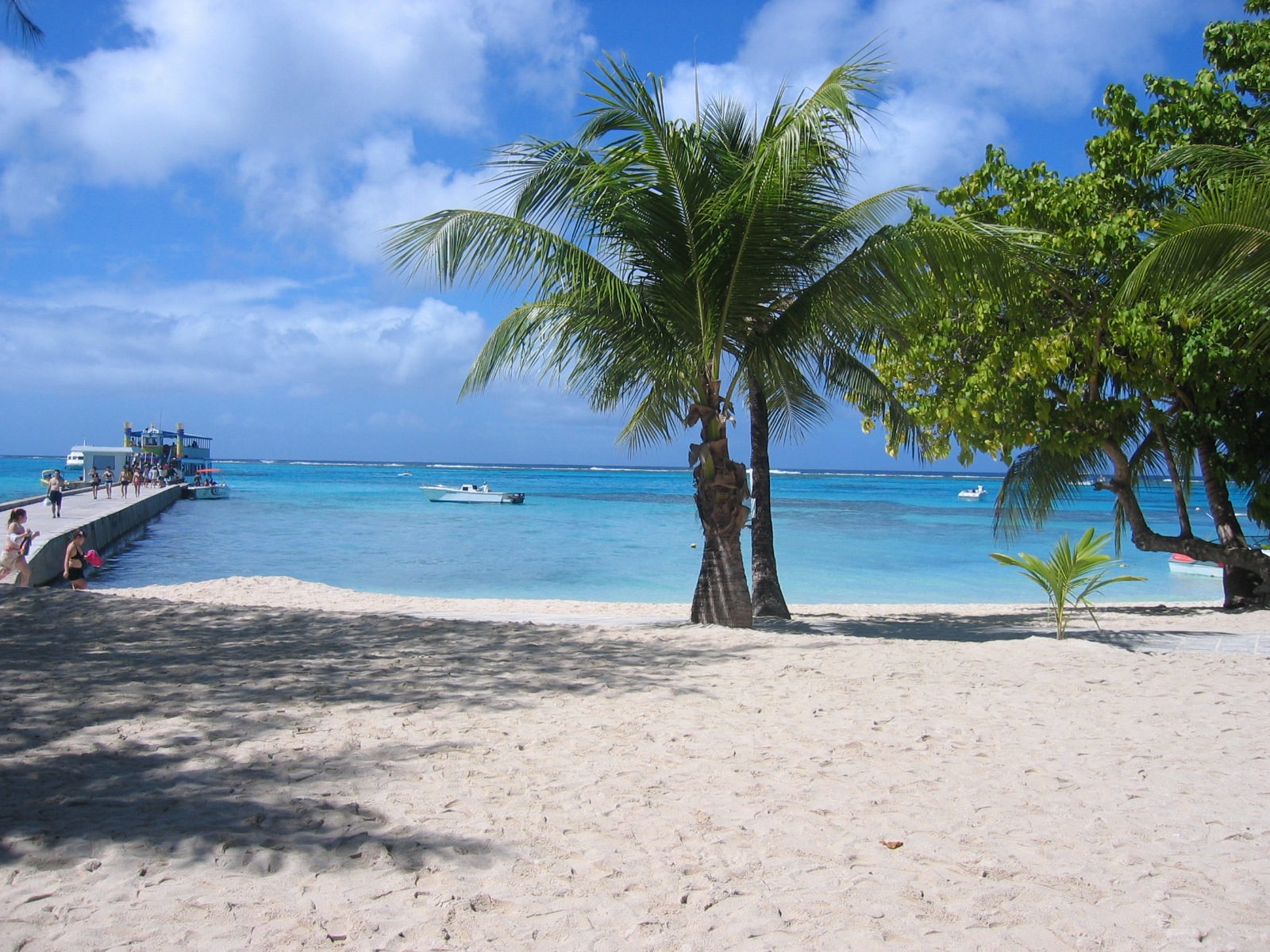
マニャガハ島

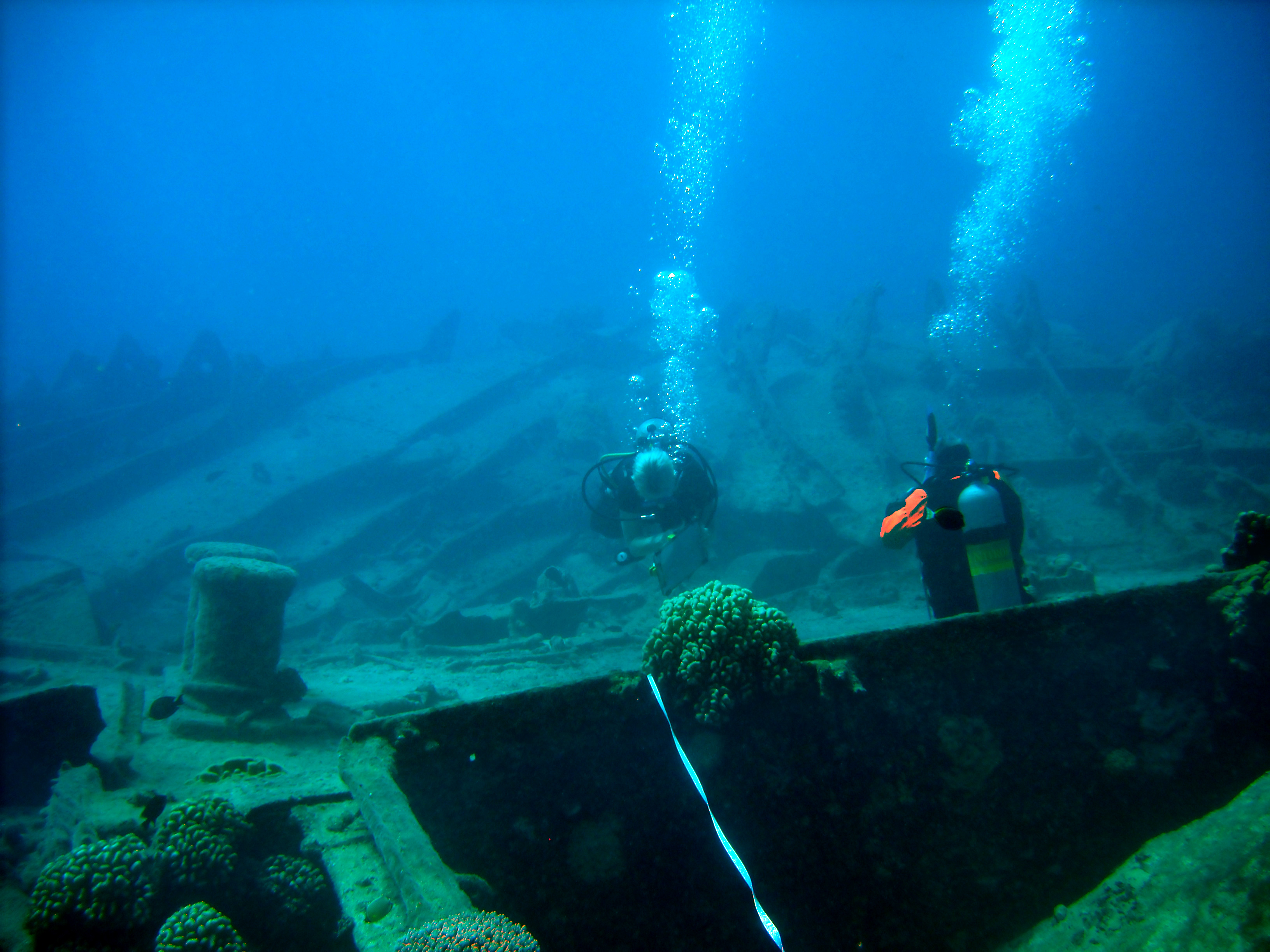
マニャガハ島沖に沈む沈没船（松安丸）

サイパンはマリンリゾートであり、サイパンの海は、1日に7回海の色が変わるといわれ、透明度が場所と季節によっては60mにもなる世界有数の美しい海である。そのため、マニャガハ島近傍などで行われる日本人を対象にしたスクーバダイビング、シュノーケリング、バナナボート、パラセーリング、ウィンドサーフィン、ウェイクボードなどの各種マリンアクティビティが人気である。また、サイパンでは、ライセンスなしで水上オートバイを操縦することができる。アウトリーフでは、サーフィンも可能（上級者向け）である。その他にも、ボトムフィッシングやスピアフィッシング、トローリング、ドルフィンウォッチング、潜水艇による水中展望などが楽しめる。

### 各種アクティビティ
マリンアクティビティに並ぶサイパンを代表するアクティビティがゴルフである。ダイナミックな海越えコースや、海風を攻略するシーサイドコースをはじめ、南国の大自然を生かした様々なコースがある。ベストシーズンは11〜3月だが、真夏でも平均気温27℃のサイパンでは、年間を通して快適なプレイが楽しめる。その他にも、ジャングルミステリーツアー、禁断の島ツアーなどのトレッキング、乗馬、バギーカー、マウンテンバイクなどのランドアクティビティや、セスナの操縦、スカイダイビングなどのスカイアクティビティも人気がある。また、サイパンは太平洋の孤島であるため、常に風が吹き抜け空気のよどみがなく、夜間照明の数も少ないことから、天体観測ツアーも行われている。
マリアナ政府観光局は、スポーツによる観光客招致に力を入れ始めており、マラソン、トライアスロン、エクステラ（オフロードトライアスロン）、スピアフィッシングの大会が開催されている。いずれのコースも参加者から非常に評価が高く、隠れた魅力となっており、今後の盛り上がりが期待される。かつては近鉄バファローズのキャンプ地でもあり、現在でも日本プロ野球選手が冬季の自主トレ地として利用している。

#### サイパンマラソン
サイパンマラソンは、マリアナ政府観光局主催のロードレース（マラソン）大会で、2006年から毎年開催されている。フルマラソン・ハーフマラソン・10キロファンラン・間寛平がプロデュースした50キロ寛平コースの4種類のコースがある。北マリアナ諸島スポーツ親善大使である間寛平をはじめ、よしもとクリエイティブ・エージェンシー所属のタレント陣が特別ゲストとして招待されており、スターターを務めたり、実際に大会に参加したりするなど大会を盛り上げている。

### 買い物
ガラパンの市街地を中心に、サイパンのローカルギフトを扱う土産物店や、アメリカ直輸入のグッズを扱うセレクトショップなど多数の商業施設が存在している。かつてはDFSグループがあったが2025年4月30日に閉店した。
サイパンでは、関税や消費税などの間接税がかからない自由貿易港のため、免税店以外でも全島で免税で買い物ができる利点がある。ただし、空港へ近づくにつれて物品の価格が上がる傾向があり、土産物の買物は繁華街のガラパン周辺のほうが安いといわれる。

### 飲食
サイパンでは、地元のチャモロ料理をはじめ、新鮮なシーフードやボリュームのあるステーキなど、南国ムードがただようアメリカンなメニューが楽しめる。さらに、日本人を筆頭に海外から多くの観光客が訪れるため、日本料理や中華料理、朝鮮料理など国際色豊かな料理が揃っている。バリエーションも幅広く、ホテル等の高級レストランからローカルなレストランや屋台まで、雰囲気や予算に合わせて選べる。
市中の商店やレストラン、居酒屋などの多くは、中国人や韓国人が経営しているが、片言の日本語が通じる店が多い。
ビールは、米国のバドワイザーやミラービール以外に、日本の各種ビールや中国・韓国・フィリピンのビールが置かれている。なお、サイパンで生産されている緑茶には、砂糖やハチミツが入っていて甘い。

### その他の施設
サイパンには、屋内射撃場がいくつか存在しており、拳銃は法規制で撃てないが、ライフルやショットガンを撃つことは可能となっている。また、Best Sunshine Liveでは、ミクロネシア最大のカジノが運営されており、ブラックジャックやバカラ、ルーレットなどを興じることができる。

### 観光地
- マニャガハ島
- フォービデン島（禁断の島）
- バードアイランド
- グロット
- カラベラケーブ
- マイクロビーチ
- タポチョ山
- サイパン動物園
- サイパン熱帯植物園
- バンザイクリフ
- スーサイドクリフ
- ラストコマンドポスト（最後の司令部）

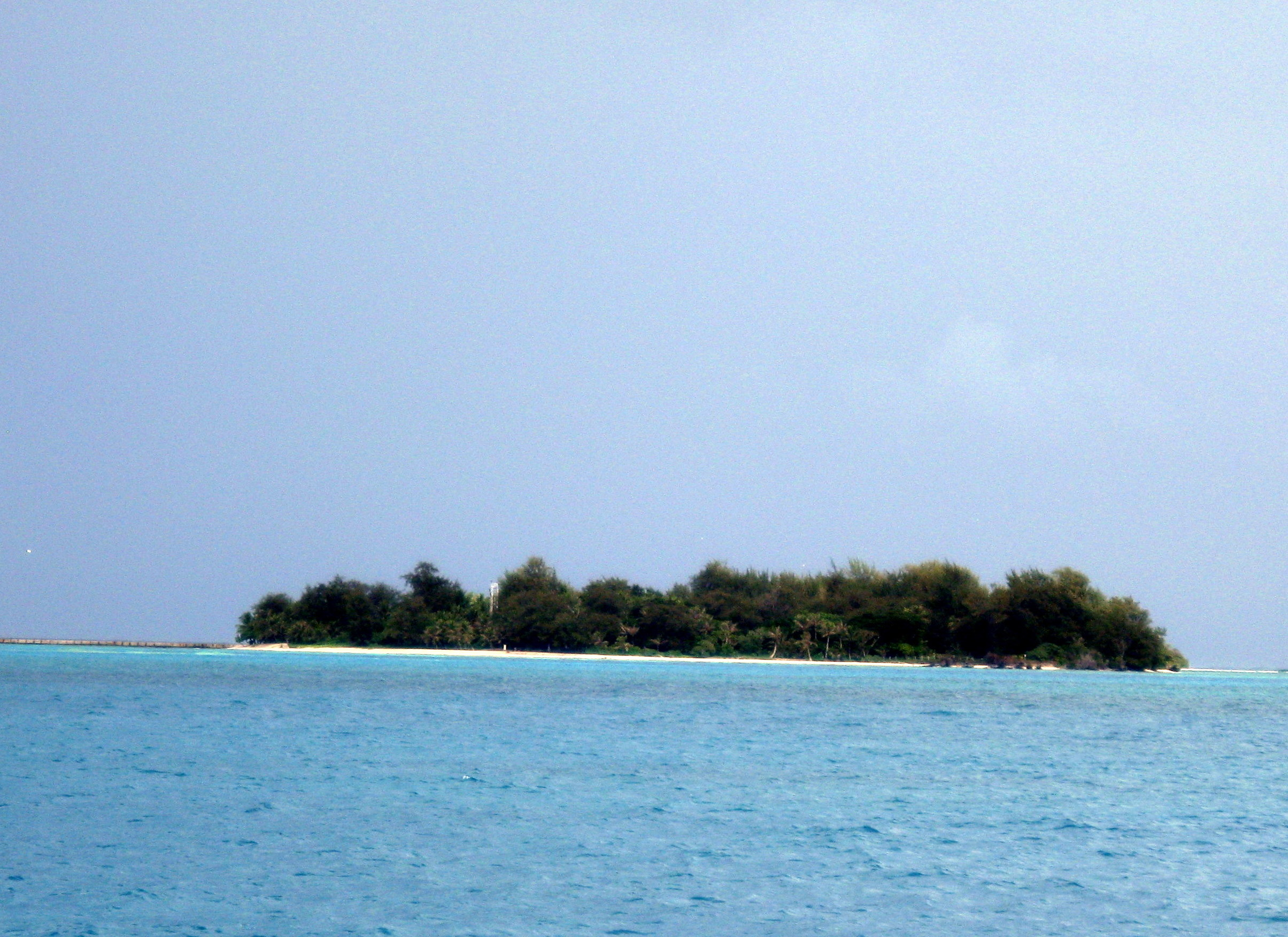
マニャガハ島

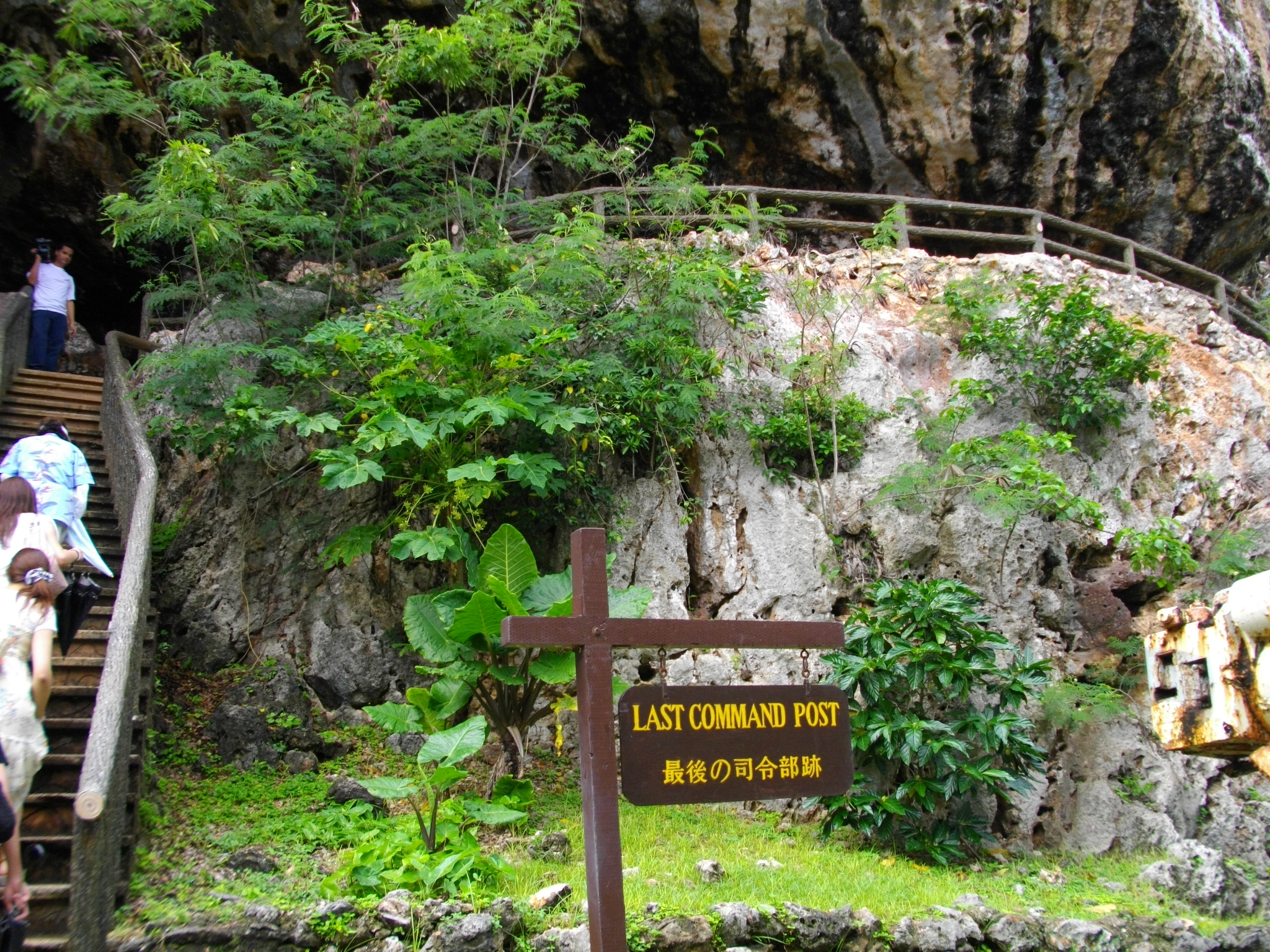
ラストコマンドポスト

- アメリカ記念公園（アメリカンメモリアルパーク）
- 砂糖王公園（シュガーキングパーク）
- 北マリアナ諸島歴史文化博物館（旧南洋庁立サイパン医院）
- 彩帆香取神社
- 彩帆八幡神社
- 南瞑堂（サイパン国際礼拝堂）
- スペイン教会鐘楼
- マウントカーメル大聖堂
- 中部太平洋戦没者の碑
- 日本人墓地

### 主なホテル

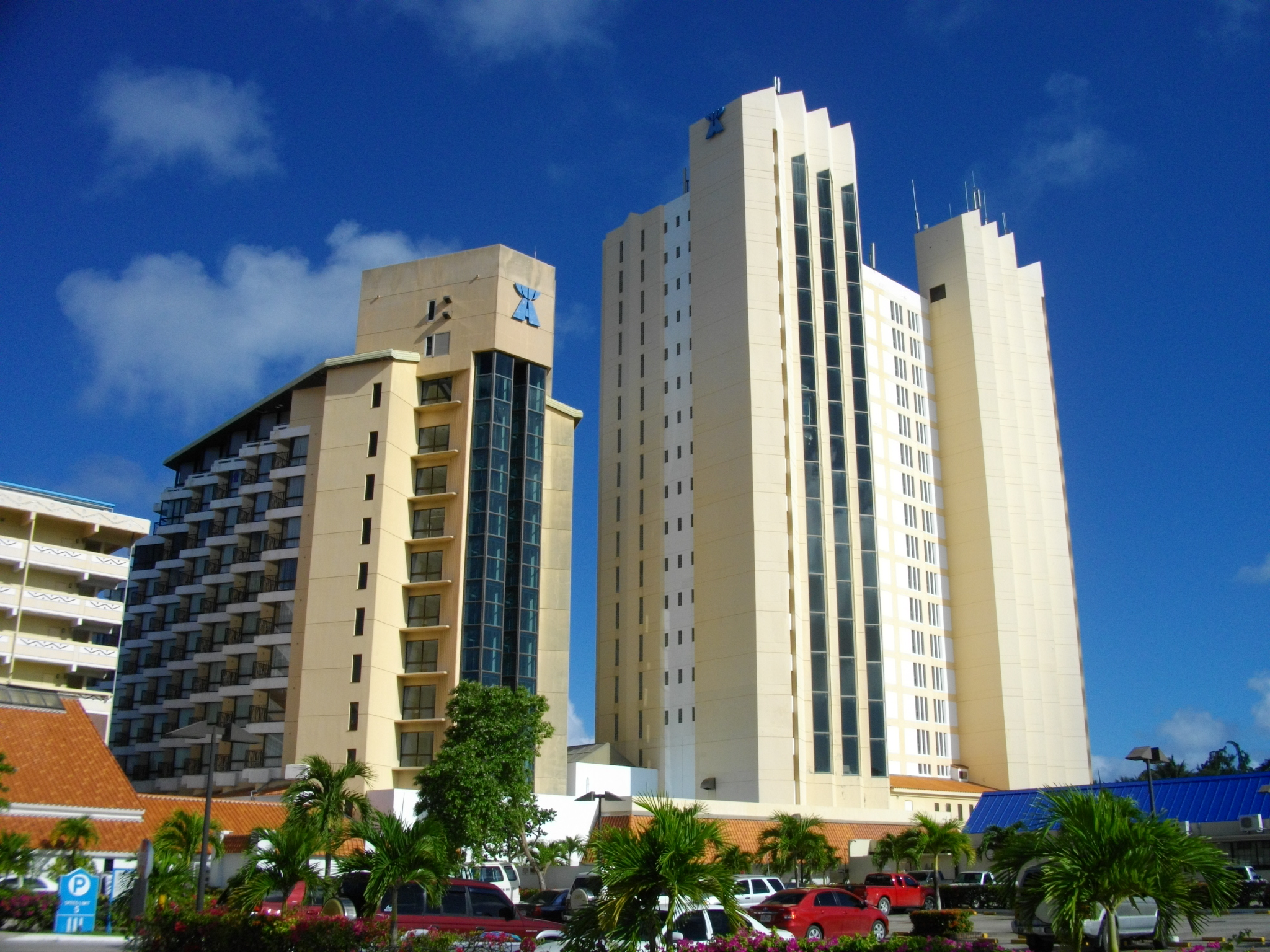
ハファダイビーチホテル

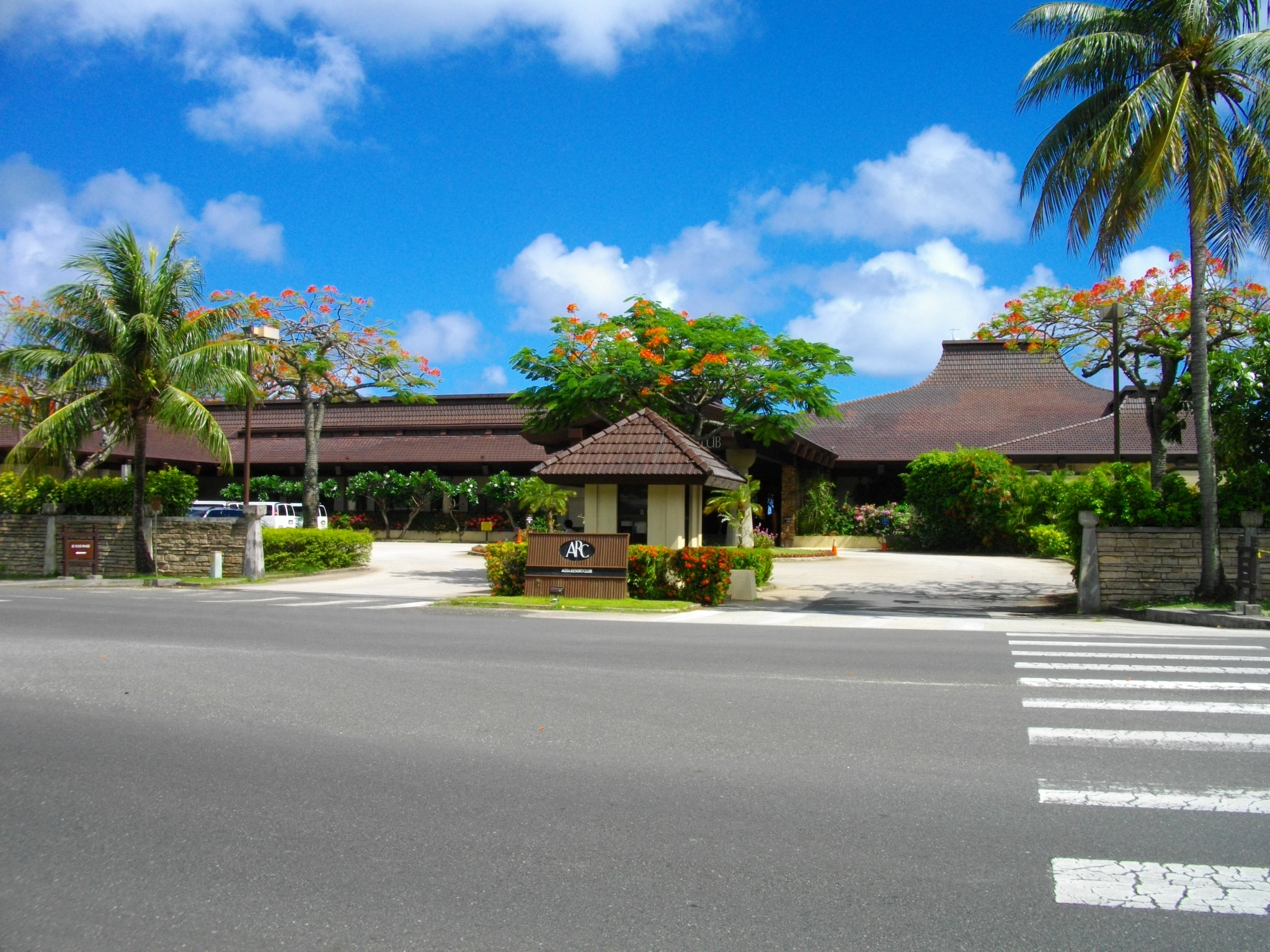
アクアリゾートクラブ サイパン

- グランヴィリオリゾート　サイパン（旧ハファダイビーチホテル、2004年まで近畿日本ツーリストの子会社であった[9]）
- ハイアットリージェンシー サイパン
- クラウンプラザホテル&リゾート サイパン　（旧フィエスタリゾート&スパ サイパン（旧サイパン第一ホテル）
- カノアリゾート サイパン（サイパングランドホテル）
- サイパンワールドリゾート
- チャランカノアビーチホテル
- P.I.C（パシフィックアイランドクラブ）
- アクアリゾートクラブ サイパン
- ケンジントンホテル・サイパン(旧パームスリゾート（旧ホテル・ニッコー・サイパン）)
- コーラルオーシャンリゾート　（旧コーラルオーシャンポイントリゾート）

### 主なゴルフ場
- コーラルオーシャンリゾート　（旧コーラルオーシャンポイントリゾート）
- キングフィッシャーゴルフリンクス
- マリアナカントリークラブ
- ラオラオベイゴルフ＆リゾート
- サイパンカントリークラブ

### 長期滞在
北マリアナ連邦時代（～2008年）55歳以上の日本人に対して、特例で査証なしの長期滞在が認められる制度があったが、2009年からの連邦化に伴い、現在ではアメリカ合衆国の入国管理法に準ずるVISAが必要である。

## 主な動植物

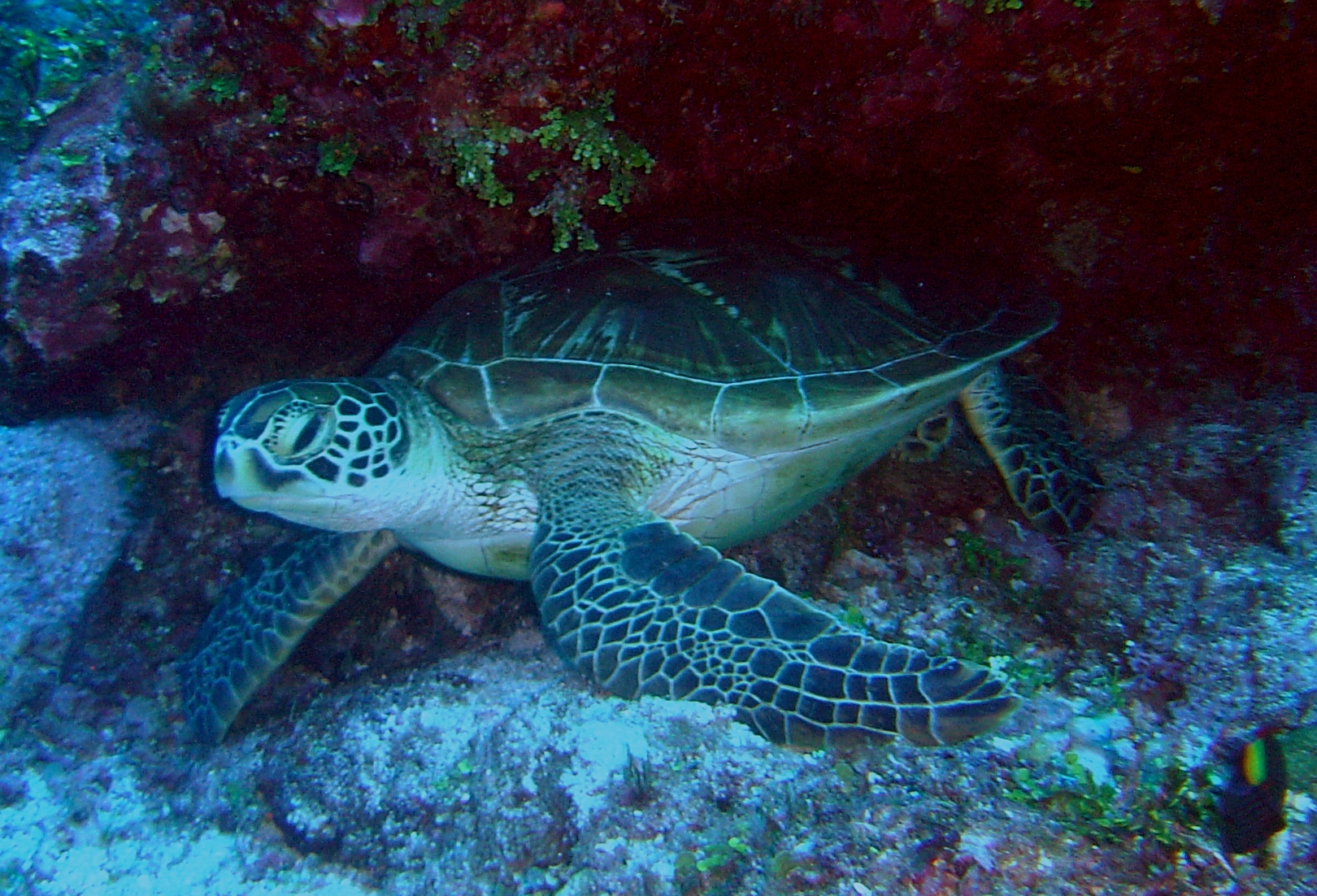
ウミガメ

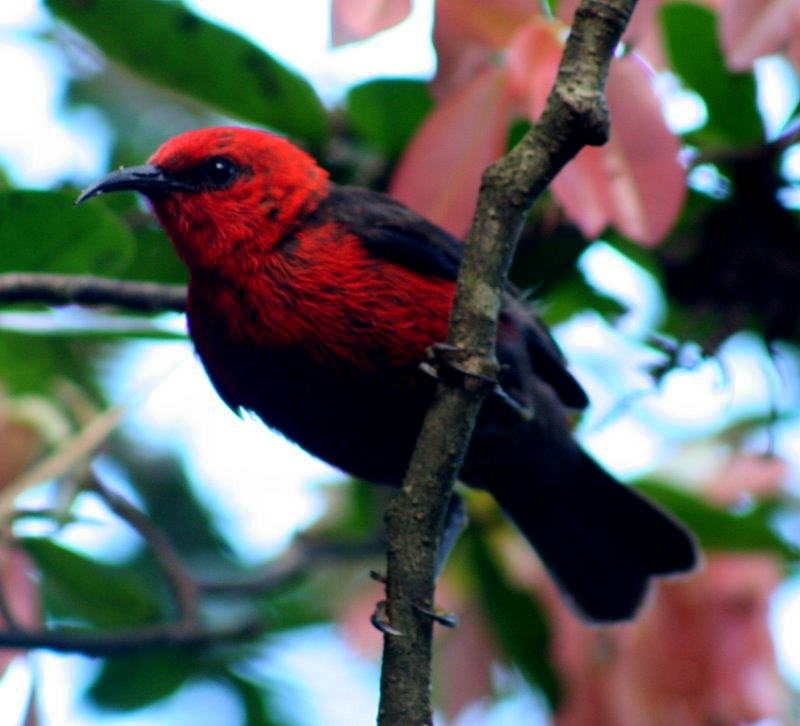
ミクロネシアミツスイ

- ハシナガイルカ
- バンドウイルカ
- ハナゴンドウ
- ザトウクジラ
- ジンベイザメ
- アオウミガメ
- タイマイ
- ヤシガニ
- マリアナジカ
- フルーツバット
- キングフィッシャー
- ミクロネシアミツスイ
- ナンヨウショウビン
- プルメリア
- ナンヨウザクラ
- ハイビスカス
- ブーゲンビリア
- オヒルギ
- マウンテンパパイヤ
- ノニ

## 文化・名産物

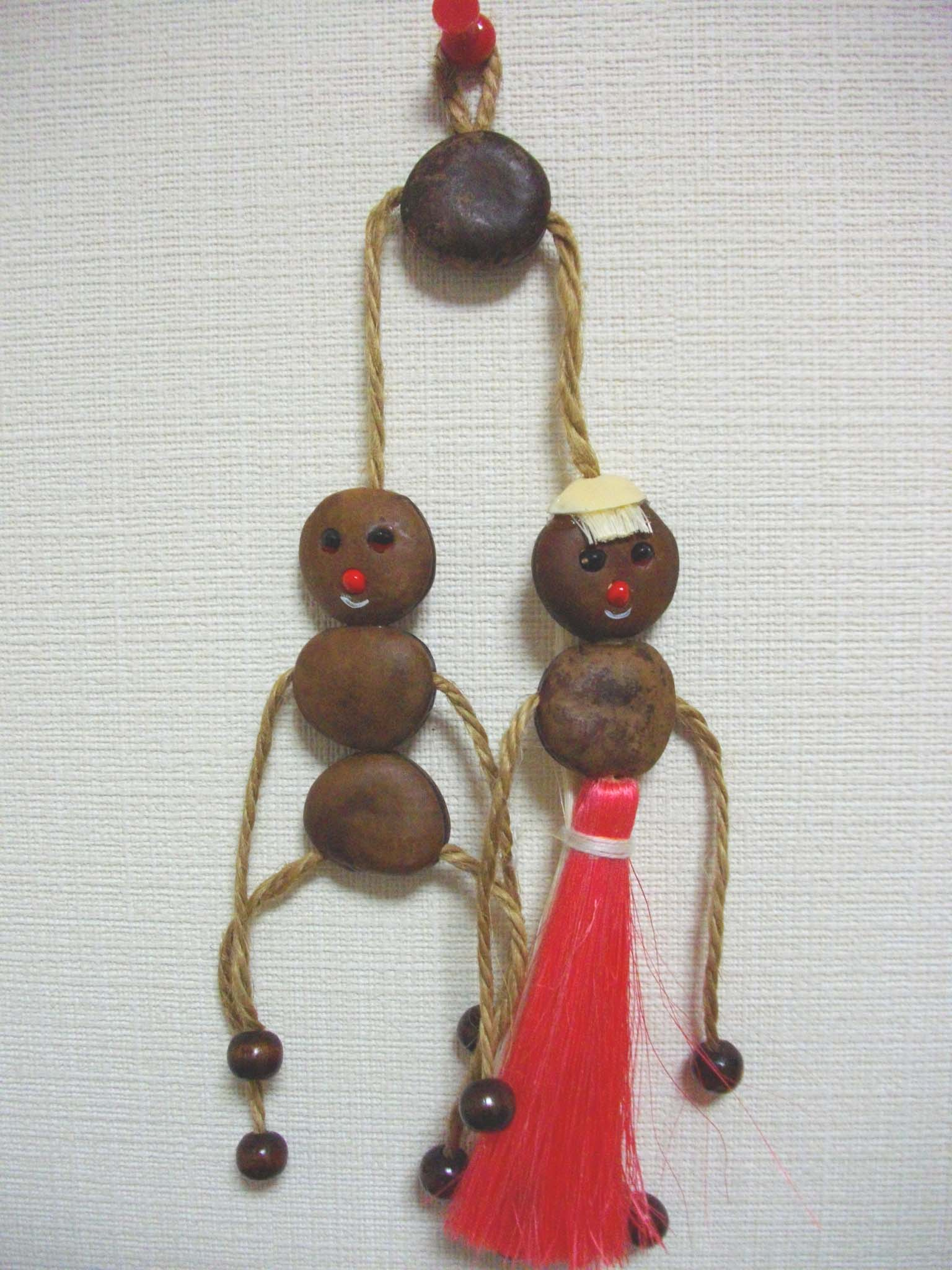
ボージョボー人形

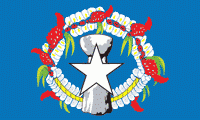
北マリアナ諸島の旗

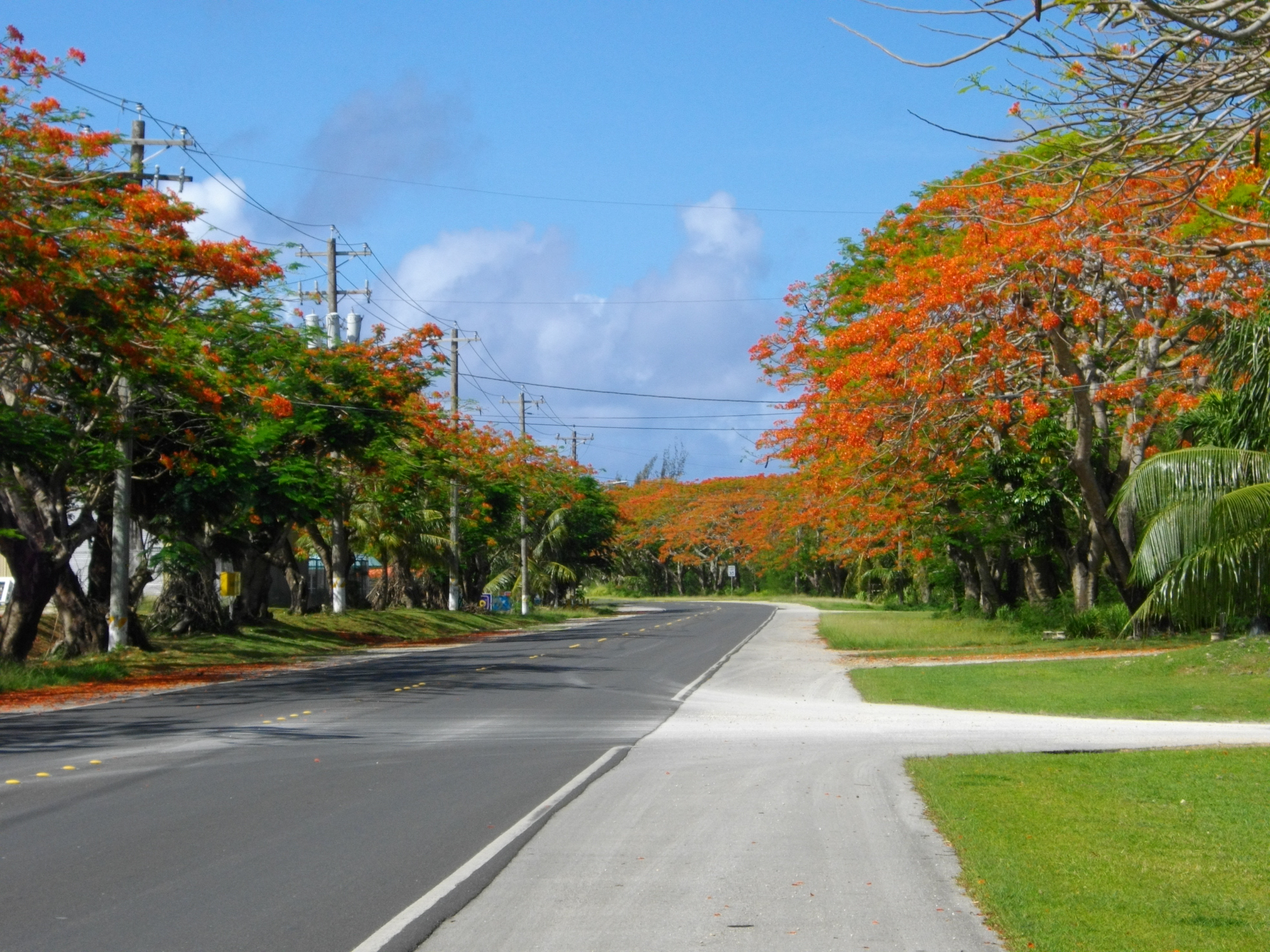
ナンヨウザクラ

サイパンの文化は、ミクロネシア系の先住民チャモロ人とカロリン人の文化である。
チャモロの伝統的な文化は、西洋化の影響でほんの名残程度しか残っていないが、チャモロ語をはじめ、古代からの伝統や習慣は今も残されている。その多くは、土地や海に対する畏敬の念に基づいたもので、キリスト教の伝来以前からチャモロ族全般に存在したとされる信仰の形態であり、現在でもキリスト教の影響を受けながらも、チャモロ族の基層の信仰として、ジャングルへのハイキング、サンゴ礁や外洋で釣りをする際には、「タオタオモナ」の霊（先祖の霊）に敬意を払う習わしが今もある。
一方、カロリニアン文化は、チャモロに比べると古来の姿をとどめており、ココナッツオイルやマーマーと呼ばれる花冠、椰子の葉で籠や帽子を編む椰子の葉細工、伝統的なカヌーなどに見ることができ、リゾートホテルなどのディナーショーでは、ミクロネシアの伝統的なダンスを鑑賞することができる。
ボージョボー人形（BO JO BO Wishing Doll）
マリアナ諸島の先住民チャモロ民族の間で古くから親しまれていた願掛け人形。「ボージョボー（Bo jo bo、和名ウジルカンダ）」と現地で呼ばれているツタ性の植物の種を体や頭部に使い作られている。その手足の組み方で様々な願いが叶うとされている。日本テレビの『ザ!世界仰天ニュース』で取り上げられてから人気商品となった。
ラッテ・ストーン （Latte stone）
ラッテ・ストーンとは、マリアナ諸島に見られるサンゴ石でできた石柱群であり、古代チャモロ民族最古の遺跡である。未だに何に使用されていたのか解明されておらず、多くの学説がある中で、優れた建築技術を持っていた当時のチャモロ民族が住居などの建造物の基盤として使用していたと一般的に考えられている。サイパンを代表するシンボルとして北マリアナ諸島の国旗のデザインにも使われており、島内の多くの場所でモニュメントとして飾られている。
ナンヨウザクラ
ナンヨウザクラは北マリアナ諸島の国樹で、4月頃から、マリアナの島々を朱色の花びらで彩る。別名フレームツリー（火炎樹）とも呼ばれ、亜熱帯地域ではどこでも見ることができ、特にサイパンでは多く見られる。戦前、ミクロネシアの島々（当時は南洋群島と呼ばれ）は日本の統治下で、故郷を離れた日本人たちが日本の桜を懐かしみ、この木を「南洋桜」と称した。ナンヨウザクラは日本の桜のようにすぐに散ってしまうことは無く、長く楽しむことができ、6月頃が最盛期である。
マリアナスコーヒー
日本統治時代、松江春次の起こした南洋興発株式会社は、砂糖事業に続き、高級品であったコーヒーを日本国民に飲ませたいということで、コーヒー事業も行なっており、サイパンで一番高いタポチョ山のプランテーションでは、コーヒーが栽培され、年間290トン輸出していた。しかし、タポチョ山はサイパン戦の舞台となり、戦後にはコーヒー栽培が忘れ去られていた。かつてコーヒー農園があったタポチョ山には、現在でも数百本のコーヒーの木が自生しており、カリフォルニア出身のジョーダン夫妻によって、野生化した原木が発見された。2001年から本格的な栽培がはじまり、「マリアナスコーヒー」としてサイパンのコーヒーが蘇った。

## 出身著名人
- 照屋寛徳 - 衆議院議員（社民党）・弁護士

## 舞台となった作品
歌謡曲
- 『サイパン小唄』（1973年、キングレコード） - 歌：三橋美智也

映画
- 『大日本帝国』（1982年、東映） - 主演：丹波哲郎
- 『ウルトラマンコスモス2 THE BLUE PLANET』（2002年、松竹） - 主演：杉浦太陽
- 『ウインドトーカーズ』（2002年、20世紀フォックス） - 主演：ニコラス・ケイジ
- 『想い出の渚』（2007年、バグジー） - 主演：遠藤憲一
- 『太平洋の奇跡 -フォックスと呼ばれた男-』（2011年、東宝） - 主演：竹野内豊

ドラマ
- 『青い鳥・完結編』（1997年、TBS） - 主演：豊川悦司
- 『ビーチボーイズ』（1998年、フジテレビ） - 主演：反町隆史、竹野内豊
- 『できちゃった結婚』（2001年、フジテレビ） - 主演：竹野内豊、広末涼子

ドキュメンタリー
- 『TBSテレビ放送50周年〜戦後60年特別企画〜「ヒロシマ」』（2005年、TBS） - ナビゲーター：筑紫哲也、綾瀬はるか

この他にも、サイパンでは、CMやPV、グラビアの撮影が行われることが多い。